# Борщагівська сільська рада (Вінницька область)
| Борщагівська сільська рада — колишній орган місцевого самоврядування у Погребищенському районі Вінницької області з адміністративним центром у с. Борщагівка. Сільській раді були підпорядковані населені пункти: - с. Борщагівка - с. Скибинці |

## Склад ради
Рада складалася з 12 депутатів та голови.

## Керівний склад сільської ради
| ПІБ                               | Основні відомості                                                                       | Дата обрання | Дата звільнення |
| --------------------------------- | --------------------------------------------------------------------------------------- | ------------ | --------------- |
| Горковенко Володимир Анатолійович | Сільський голова, 1968 року народження, освіта, член Народно-демократичної партії       | 26.03.2006   | 31.10.2010      |
| Горковенко Володимир Анатолійович | Сільський голова, 1968 року народження, освіта середня спеціальна, член Партії регіонів | 31.10.2010   |                 |

Примітка: таблиця складена за даними джерела